# SärNär
SärNär är förkortningen för Särskilda Näringsändamål och avser livsmedel som på grund av en särskild sammansättning eller tillverkningsmetod skiljer sig från övriga livsmedel.
SärNär-produkter är lämpliga för personer som inte tål ämnen som laktos, gluten, ärtprotein, mjölkprotein, 
sojaprotein eller äggprotein. SärNär-certifiering kan tilldelas livsmedel som är fria från ett eller flera av dessa ämnen.
De livsmedelsproducenter som vill producera, marknadsföra och sälja SärNär-livsmedel måste först få produktionen godkänd av Livsmedelsverket. Reglerna och föreskrifterna är mycket stränga, eftersom livsmedlet måste vara 100 % säkert och helt fritt från varje spår av de ämnen som SärNär-certifieringen avser.
Exempel på livsmedelsproducenter med SärNär-produkter i Sverige är bland annat Fria, Frebaco Kvarn Procordia med varumärket Liva, Lithells, Valio, Arla, Risenta, Scan samt Finax med varumärkena Finax och Crazy Bakers.